# 瓦尔佩加
瓦尔佩加（義大利語：Valperga），是意大利皮埃蒙特大区都靈廣域市的一个市镇。总面积11平方公里，人口3204人，人口密度291.3人/平方公里（2009年）。ISTAT代码为001287。